# Eduard Burgauner

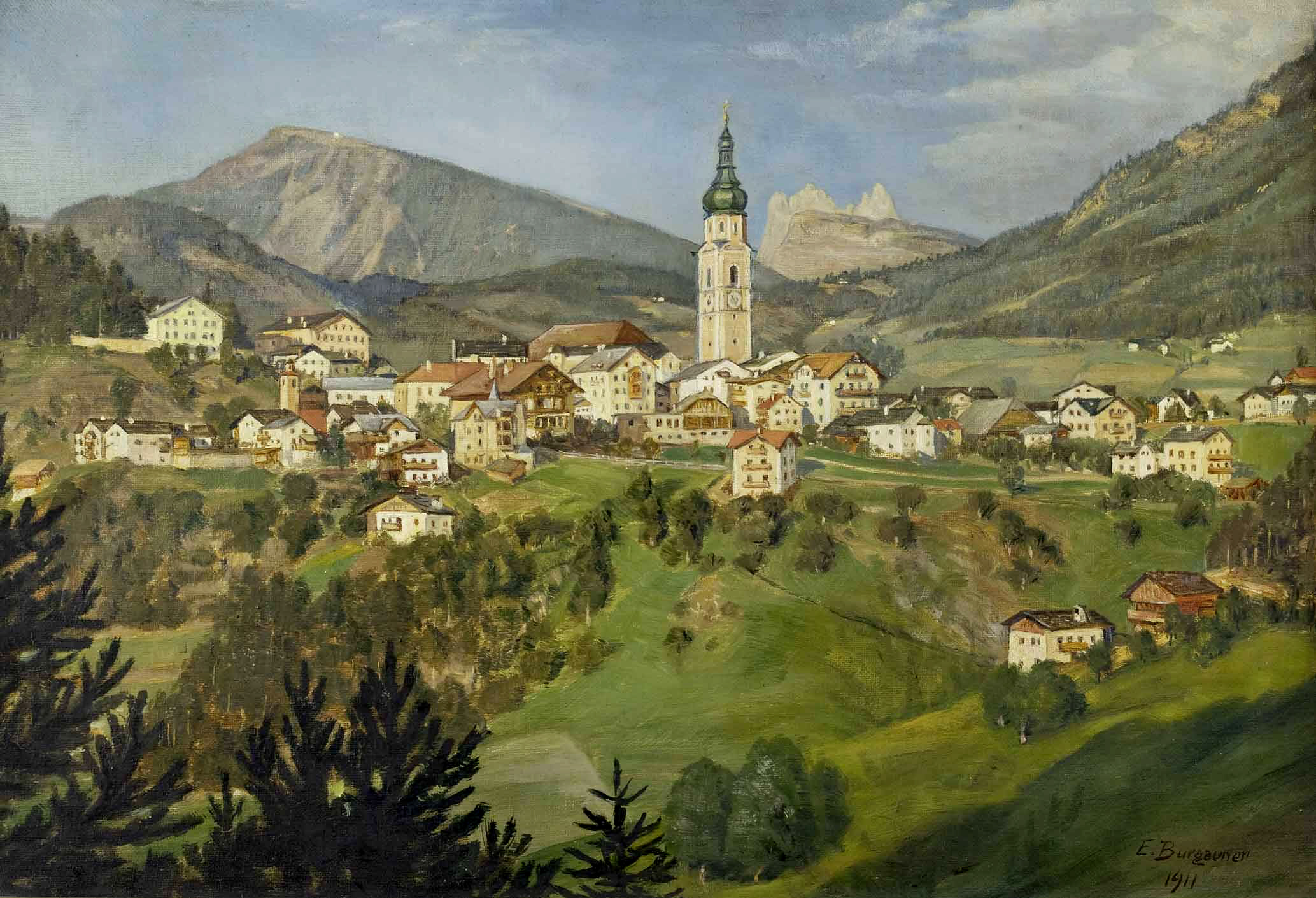
Ansicht von Kastelruth, Gemälde des Eduard Burgauner 1911

Eduard Burgauner (* 14. Februar 1873 in Kastelruth; † 23. November 1913 in Bozen) war ein Südtiroler Maler.

## Leben
Burgauner entstammte einer Kastelruther Bäckerfamilie. Sein Onkel war der Maler Johann Burgauner. Er hatte fünf Brüder und zwei Schwestern und verlor die Mutter, als er fünfjährig war. In den Jahren 1892/1893 besuchte er mit einem Stipendium die Gewerbeschule in Innsbruck. Mit Jonas Ranter und Ignaz Stolz (Vater) arbeitete er bei der Ausmalung der Pfarrkirche in Kastelruth. Es folgte ein Aufenthalt in München.
1895 restaurierte Burgauner die Marienkirche, heute die evangelische Liebfrauenkirche, in Memmingen unter der Leitung von Rudolf von Seitz. 1896–1898 studierte er an der Kunstgewerbeschule in Wien, wo er auch mit der Firma Kott und Schönbrunner zusammenarbeitete. Seine Arbeiten in der Antonskirche im X. Bezirk in Wien wurden sehr geschätzt, jedoch im Kriegsjahr 1944 zu großen Teilen zerstört.
Um 1902 kehrte der Maler nach Kastelruth zurück, wo er in einem ambitionierten Programm das Dorfbild durch Bemalung von mehreren Hausfassaden prägte. 1910 heiratete Burgauner Maria Lanz, mit der er zwei Kinder, Erna und Walter, hatte.
Burgauner starb an einem Magendurchbruch auf dem Weg ins Krankenhaus nach Bozen.

## Werke

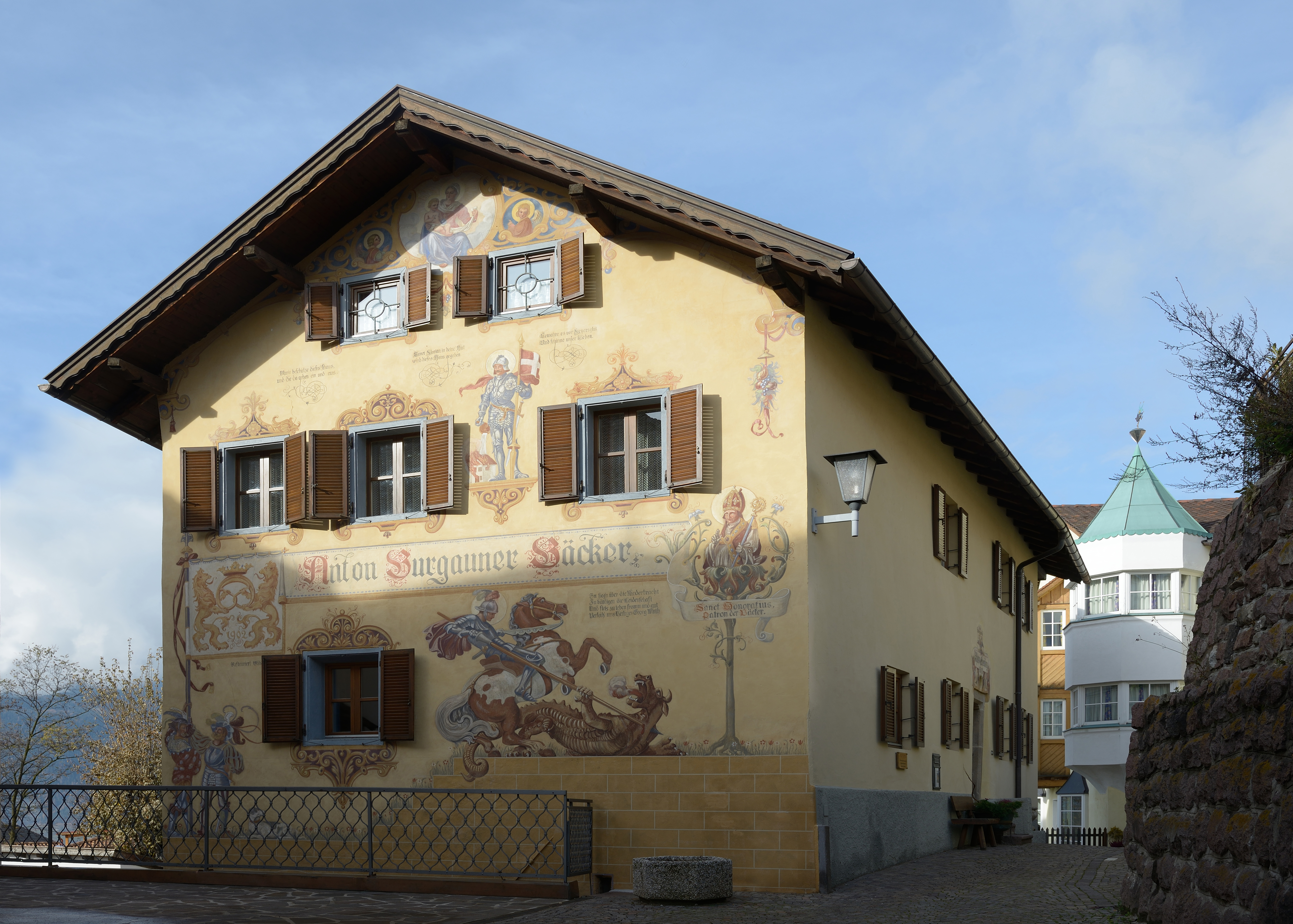
Die Familienbäckerei 1902
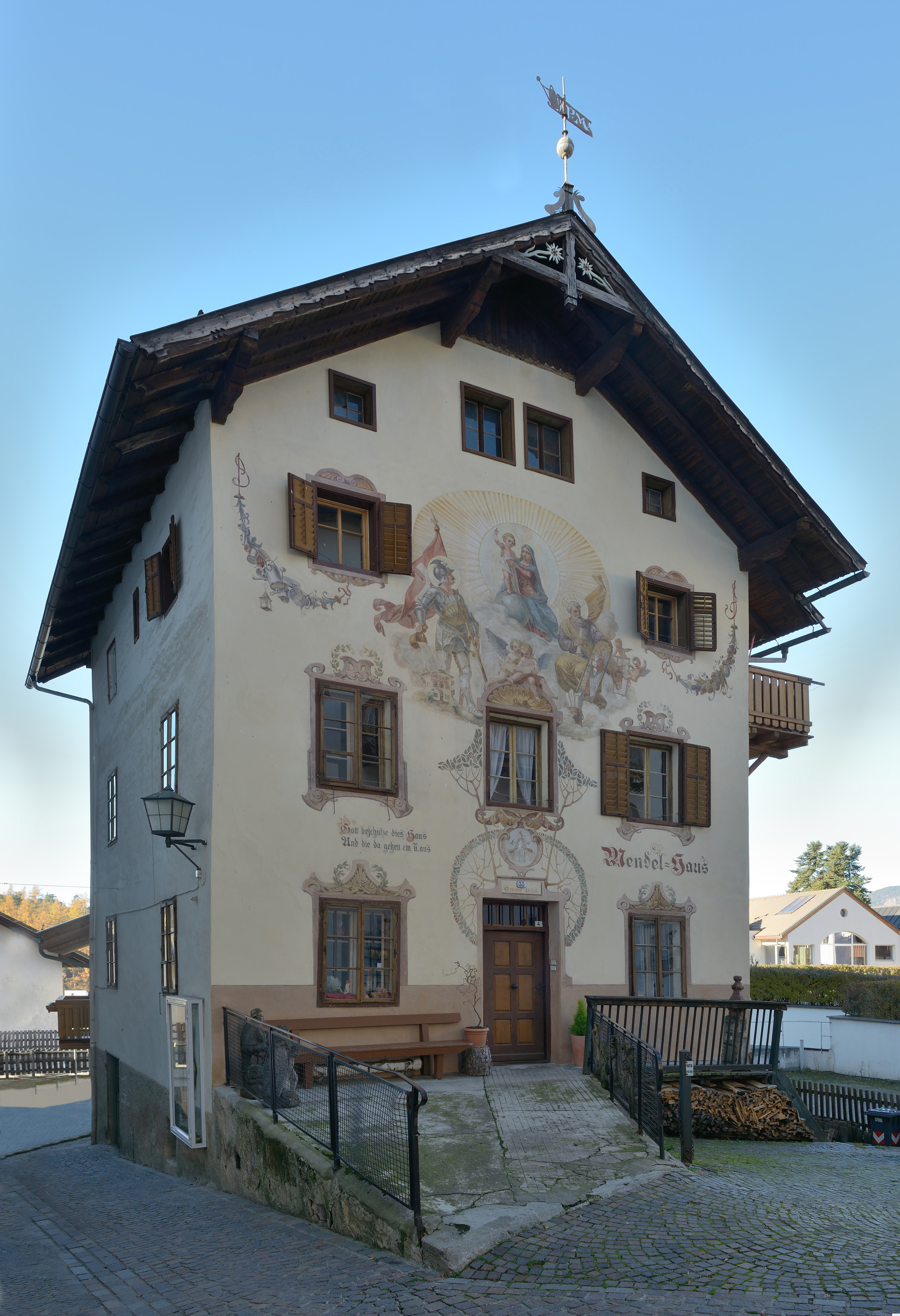
Das Mendelhaus
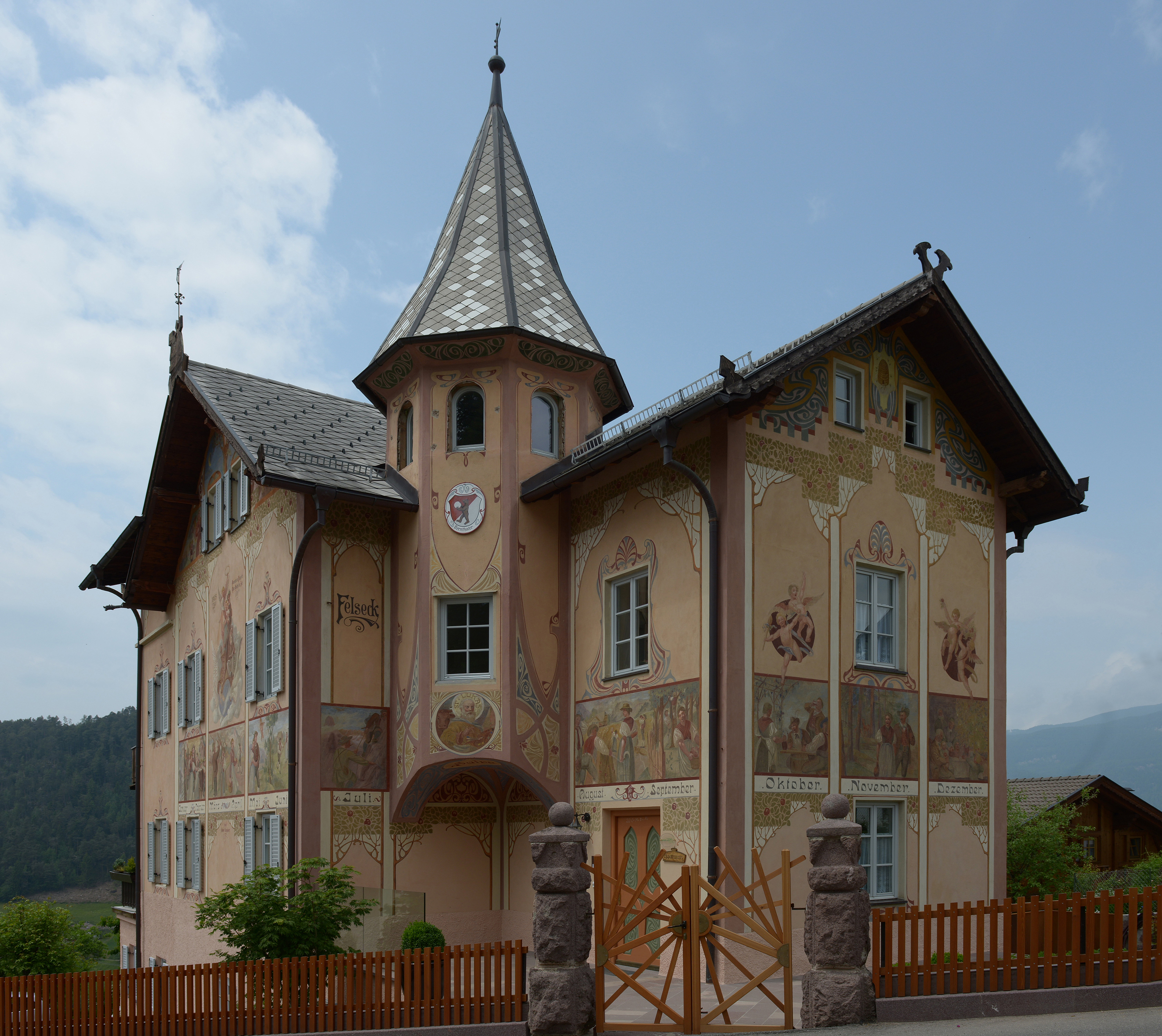
Villa Felseck 1904
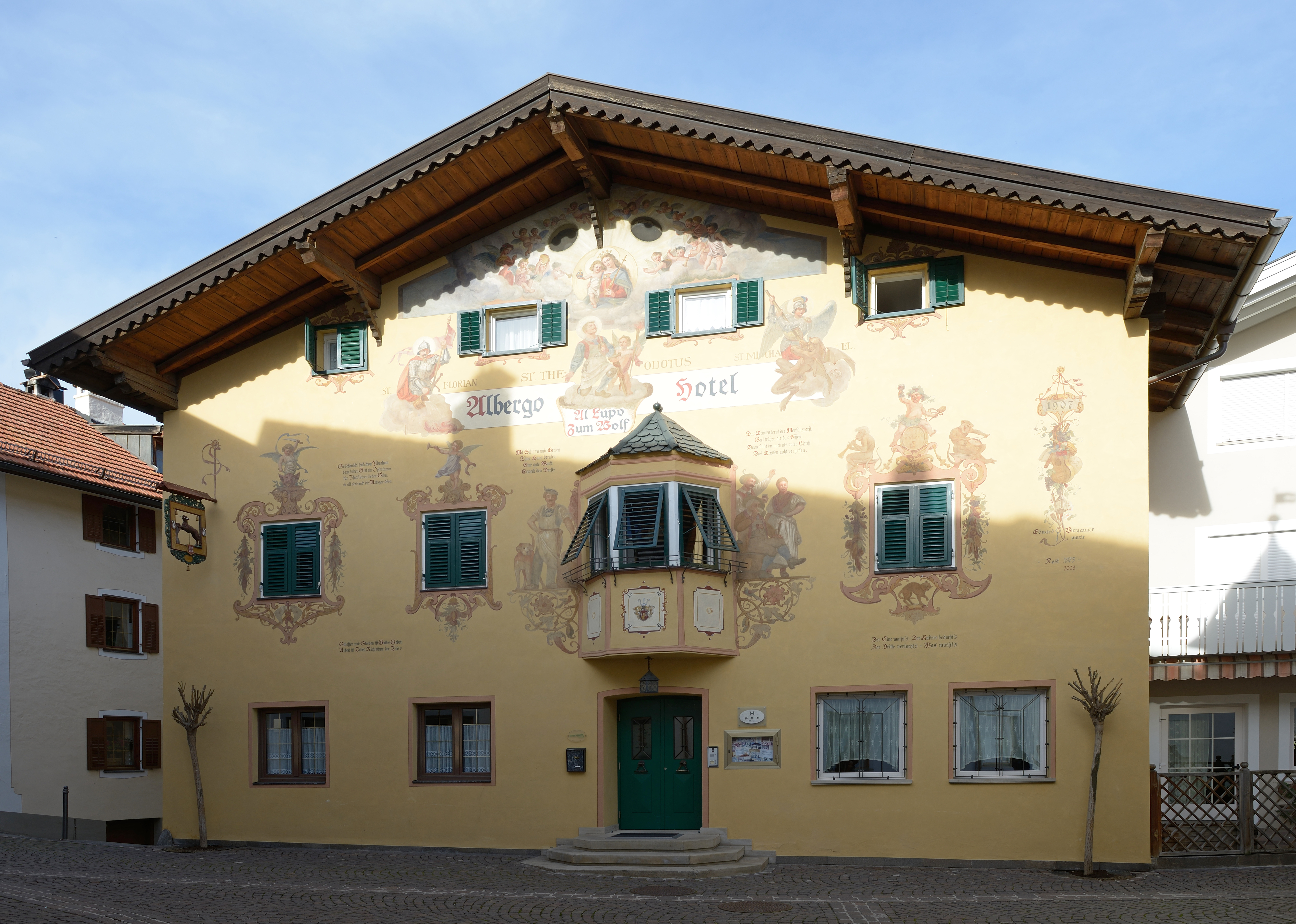
Das Hotel zum Wolf 1907
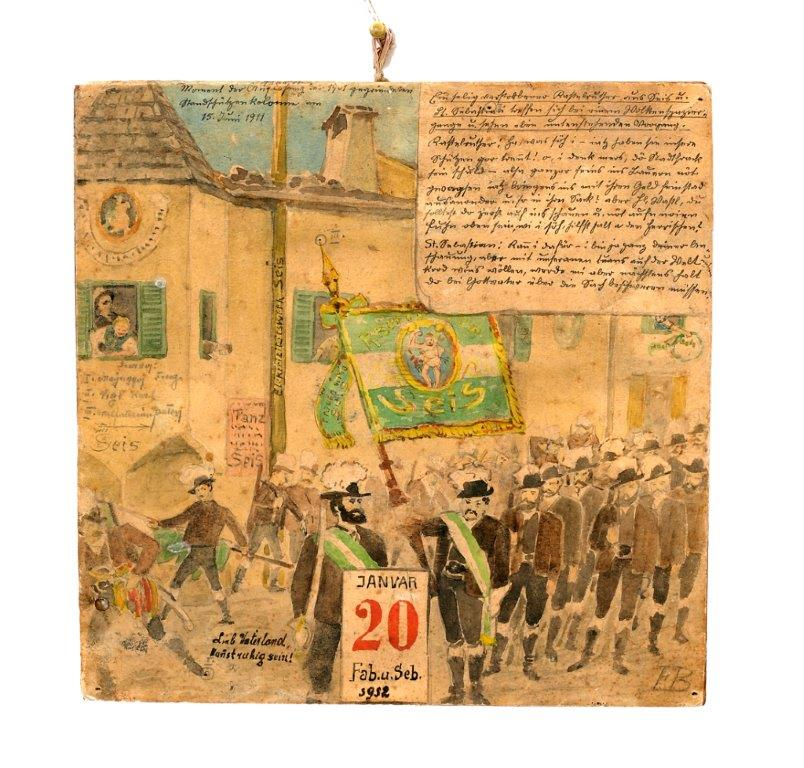
Schützenscheibe vom ersten Ausrücken der Schützenkompanie Seis am Schlern 1911

- Fassadenbemalung der Bäckerei des Bruders Anton in der Plattenstraße in Kastelruth 1902, unter Denkmalschutz
- Das Mendelhaus in Kastelruth, unter Denkmalschutz
- Das Eigenheim Villa Felseck, Architekt Ignaz Vaja aus Bozen, in Kastelruth 1904, unter Denkmalschutz
- Das Hotel zum Wolf in Kastelruth 1907
- Bemalung des Jubiläumsbrunnens und des Eingangs zur Turmkapelle am Kastelruther Kofel 1908
- Pfarrkirche Kastelruth
- Laurinzyklus in der Villa Hermes in Seis

Verschwundene Werke:
- Speisesaal in Bad Ratzes in Seis am Schlern
- Gotisches Zimmer mit Wolkensteinmalereien im Seiser Hof

## Bibliographie
- A. Otto Dissertori (Redaktion), Hans Wieser (Text): Eduard Burgauner 1873-1913. Ausstellungskatalog, Kastelruth 1988
- Maria Hölzl Stifter: Die Wandmalerei des Historismus in Südtirol. Kirchliche Kunst zwischen Spätklassizismus und Nazarenern 1820–1914. Bozen, Athesia 2008, ISBN 8882661067, Seite 216